# Curcuma myanmarensis
Curcuma myanmarensis là một loài thực vật có hoa trong họ Gừng. Loài này được Walter John Emil Kress mô tả khoa học đầu tiên năm 2003 dưới danh pháp Smithatris myanmarensis. Năm 2015, Jana Leong-Škorničková gộp Smithatris vào chi Curcuma và chuyển nó sang chi này. Mẫu định danh: W.J. Kress, Thet Htun, M. Bordelon, K. Williams & T. Rehse 01-6890; thu thập ngày 11 tháng 6 năm 2001 tại cao độ 500 m, tọa độ 22°59′37″B 96°8′32″Đ / 22,99361°B 96,14222°Đ trong Vườn quốc gia Shwe-U-Daung, thị trấn Thabeikyin, vùng Mandalay, Myanmar.

## Từ nguyên
Tính từ định danh myanmarensis lấy theo tên quốc gia nơi mẫu được thu thập.

## Phân bố
Loài này có tại sườn dốc phía tây của Shan Hills, vùng Mandalay, Myanmar. Sinh sống tại tầng dưới tán của các rừng thường xanh và rừng tre trúc ẩm ướt, thường gắn với các hệ tầng đá vôi, ở cao độ 300–800 m.

## Mô tả
Cây thảo thân rễ trung bình, rễ hình cầu không củ. Thân cao tới 100 cm. Lá 3-4 mỗi chồi: bẹ màu xanh lục sẫm, lưỡi bẹ nhỏ, như giấy; cuống lá xanh lục, có điểm mạch hỗ, cao 5–20 cm (các lá sát gốc ngắn nhất, các lá trên cùng dài nhất), đường kính ~7 mm; phiến lá hình elip, nhẵn nhụi, điểm mạch hỗ mặt dưới, lục sẫm, gân giữa lục sẫm, hơi chìm ở mặt trên, nổi rõ ở mặt dưới, đỉnh nhọn, đáy thon nhỏ dần, kích thước đến 45 × 14 cm; các lá dưới suy giảm về kích thước. Cụm hoa đầu cành trên các chồi lá; cuống cụm xanh lục, dài tới 35 cm, thon búp măng, đường kính 6–8 mm; lá bắc nhiều, 20-25 mỗi cụm hoa, chen chúc, sắp xếp xoắn ốc, chồng lên nhau; các lá bắc dưới màu lục tươi, đối diện 1-2 hoa, ~3,5 × 2,5 cm, đỉnh cong ra phía ngoài và hợp nhất tại đáy tạo thành một túi hở, nhọn phía xa; các lá bắc trên vô sinh, màu trắng đôi khi hồng, 5-6,5 × 1,5-2,5 cm, mọc gần thẳng, chỉ hơi hợp lại tại đáy, nhọn thon phía xa. Lá bắc con nhỏ, dài 5–6 mm, màu trắng, nhẵn nhụi. Hoa với đài hình ống, màu trắng, nhẵn nhụi, dài 6–7 mm, 3 răng; ống tràng màu trắng, ẩn trong lá bắc, thưa lông tơ mịn, hẹp, đường kính 1,5 mm, dài ~2,2 cm, hơi rộng ra phía dưới các thùy, thùy màu vàng, ~5 × 2,5 cm, hình trứng, đều; sau khi nở hoa thì ống tràng cuộn lại theo kiểu xoắn ốc co hoa vào trong lá bắc trước khi héo; nhị lép bên màu vàng, thưa lông tơ mịn, hơi ngắn hơn thùy tràng hoa, nhọn, hợp sinh với cánh môi tạo thành một túi lỏng lẻo phía dưới bao phấn; cánh môi màu vàng, thưa lông tơ mịn, xẻ thùy nông với mép hơi cuốn khi nở hoa; nhị màu vàng, dài ~3 mm, bao phấn không lắc lư, túi phấn không có các thuôn dài tại gốc, mô liên kết trải rộng phía dưới túi phấn và đầu nhụy tạo thành mào thuôn tròn; đầu nhụy màu trắng, hình phễu; tuyến mật trên bầu 2, tại đáy ống tràng, dài ~ 2,5 mm với đỉnh nhọn thon; bầu nhụy màu kem, dài ~1,5 mm; cuống không rõ. Quả và hạt không rõ.
Có quan hệ họ hàng gần với Smithatris supraneeanae ở Thái Lan ở chỗ lá có cuống, cuống cụm hoa dài với nhiều lá bắc chen chúc, ống tràng dài quăn lại theo kiểu xoắn ốc co hoa vào trong lá bắc sau khi nở hoa và trước khi héo; nhưng khác ở chỗ kích thước tổng thể nhỏ hơn (chỉ cao tới 1 m), phiến là hình elip so với hình mác, cuống lá dài hơn (20 cm so với 4 cm), cuống cụm hoa ngắn hơn (dưới 35 cm so với 100 cm), các lá bắc cụm hoa 2 loại (hữu sinh và vô sinh) so với 1 loại (hữu sinh), 3 thùy tràng đều so với thùy lưng có nắp và lớn hơn, các nhị lép bên và cánh môi tạo thành túi phía dưới bao phấn so với các nhị lép bên và thùy tràng lưng tạo thành nắp trên bao phấn, cánh môi xẻ thùy nông so với xẻ thùy sâu.

## Sử dụng
Được dùng để làm hoa cúng Phật tại Mandalay. Có tiềm năng làm cây cảnh tương tự như loài có tên gọi địa phương tại Myanmar là "padein-ngo" (Globba magnifica K.J.Williams & M.Newman, chưa công bố).